# 1994 JD
1994 JD är en asteroid i huvudbältet som upptäcktes 4 maj 1994 av den amerikanske astronomen Timothy B. Spahr vid Catalina Station.
Asteroiden har en diameter på ungefär 2 kilometer och den tillhör asteroidgruppen Hungaria.